# Entprovinzialisierung der Provinz
Der Ausdruck Entprovinzialisierung der Provinz wurde vom österreichischen Geschichtswissenschaftler Ernst Hanisch geprägt und bezeichnet die Bestrebungen Adolf Hitlers, die Vorherrschaftsstellung Wiens zu Gunsten der anderen annektierten österreichischen Landeshauptstädte zurückzudrängen.
Hitler hatte zu Wien seit seiner Jugend ein mehr als gespaltenes Verhältnis. Vor allem der oberösterreichischen Landeshauptstadt Linz, seiner auserwählten „Patenstadt“, sollte seiner Vorstellung nach die Rolle einer „nationalsozialistischen Musterstadt“ als Verwaltungs- und Kulturzentrum mit einhergehendem Ausbau zu einem Verkehrs-, Industrie- und Wirtschaftszentrum zuteilwerden.